# Peugeot Typ 71
Der Peugeot Typ 71 ist ein frühes Automodell des französischen Automobilherstellers Peugeot, von dem 1905 im Werk Lille 103 Exemplare produziert wurden.
Die Fahrzeuge besaßen einen Vierzylinder-Viertaktmotor, der vorne angeordnet war und über Kette die Hinterräder antrieb. Der Motor leistete aus 2155 cm³ Hubraum 12 PS.
Es gab die Modelle 71 A und 71 B. Bei einem Radstand von 267 cm betrug die Spurbreite 132 cm. Die Karosserieform Doppelphaeton bot Platz für vier Personen.